# Fuckin’ A
Fuckin 'A — восьмой и последний полноформатный альбом грайндкор-группы Anal Cunt. Он был выпущен в цифровом виде 10 августа 2010 года, а затем — в физическом 11 января 2011 года. Альбом представляет собой пародию на музыку таких групп, как Mötley Crüe и Buckcherry, в то время как его обложка копирует оформление дебютного альбома Mötley Crüe — Too Fast for Love.
Многие песни, вошедшие в мини-альбом Wearing Out Our Welcome, были записаны во время сессий Fuckin' A. Сначала группа планировала выпустить восьмой студийный альбом под названием The Same Old Shit, который содержал бы как песни с Fuckin' A, так и песни c Wearing Out Our Welcome, но в конечном итоге было решено выпустить их отдельно.

## Отзывы
| Оценки критиков | Оценки критиков |
| Источник        | Оценка          |
| --------------- | --------------- |
| Metal Storm     | Без оценки      |

## Список композиций
| №   | Название                                       | Длительность |
| --- | ---------------------------------------------- | ------------ |
| 1.  | «Fuck Yeah!»                                   | 2:06         |
| 2.  | «Crankin' My Bands Demo on a Box at the Beach» | 4:27         |
| 3.  | «Loudest Stereo»                               | 2:56         |
| 4.  | «Kickin' Your Ass and Fuckin' Your Bitch»      | 2:17         |
| 5.  | «Hot Girls on the Road»                        | 2:03         |
| 6.  | «Whiskey, Coke and Sluts»                      | 3:06         |
| 7.  | «All I Give a Fuck About Is Sex»               | 1:46         |
| 8.  | «I'm Gonna Give You AIDS»                      | 3:13         |
| 9.  | «Yay! It's Pink!»                              | 2:35         |
| 10. | «I Wish My Dealer Was Open»                    | 5:25         |

## Участники записи
Anal Cunt
- Сет Путнам — вокал, микширование
- Джош Мартин — гитара, бэк-вокал
- Тим Морс — ударные, бэк-вокал

Приглашенные участники
- Кен Кмар — бэк-вокал, сведение
- The Honorable Reverend Fuckface Chainsaw, Джим Кроу, The Whipping Bastard, Джули Путнам — бэк-вокал